# Staphylea holocarpa
Staphylea holocarpa är en pimpernötsväxtart som beskrevs av William Botting Hemsley.
Staphylea holocarpa ingår i släktet pimpernötter och familjen pimpernötsväxter. Utöver nominatformen finns också underarten Staphylea holocarpa rosea.